# Выборы в регионах России (2010)

Карта региональных выборов в 2010 году.
Парламентские
Парламентские и референдум

На 2010 год, согласно данным Центральной избирательной комиссии Российской Федерации, запланировано проведение 6269 выборных кампаний различного уровня, включая единые дни голосования 14 марта и 11 октября, выборы глав 2035 муниципальных образований и законодательных собраний 14 субъектов федерации и 3523 муниципальных образований.

## Законодательные собрания субъектов федерации

### 14 марта

#### Республика Алтай
Победила «Единая Россия», завоевав 44,43 % голосов по партийному списку и получив в общей сложности 23 мандата из 41.КПРФ 24,83 %, ЛДПР 11,37 %, «Справедливая Россия» 16,52 %.

#### Хабаровский край
Победила «Единая Россия», завоевав 47,93 % голосов по партийному списку и получив в общей сложности 18 мандатов из 26. КПРФ 18,93 %, ЛДПР 13,63 %, «Справедливая Россия» 15,45 %.

#### Воронежская область
Победила «Единая Россия», завоевав 62,54 % голосов по партийному списку и получив в общей сложности 48 мандатов из 56. КПРФ 18,52 %, ЛДПР 8,93 %, «Справедливая Россия» 6,32 %.

#### Калужская область
Победила «Единая Россия», завоевав 53,45 % голосов получив 22 мандата из 40. КПРФ 21,17 %, ЛДПР 11,93 %, «Справедливая Россия» 8,40 %

#### Курганская область
Победила «Единая Россия», завоевав 41,23 % голосов по партийному списку и получив в общей сложности 22 мандата из 34. КПРФ 25,21 %, ЛДПР 12,66 %, «Справедливая Россия» 17,20 %.

#### Рязанская область
Победила «Единая Россия», завоевав 50,58 % голосов по партийному списку и получив в общей сложности 25 мандатов из 36.КПРФ 19,01 %, ЛДПР 18,65 %, «Справедливая Россия» 6,15 %.

#### Свердловская область
Победила «Единая Россия», завоевав 39,79 % голосов и получив 6 мандатов вдобавок к имевшимся у них 10 из 28. КПРФ 21,69 %, ЛДПР 16,88 %,"Справедливая Россия" 19,30 %.

#### Ямало-Ненецкий автономный округ
Победила «Единая Россия», завоевав 64,76 % голосов по партийному списку и получив в общей сложности 18 мандатов из 22. КПРФ 8,57 %, ЛДПР 13,35 %, «Справедливая Россия» 8,14 %.

### 10 октября
Планируются выборы в законодательные собрания Республика Тыва и Белгородской, Костромской, Магаданской, Новосибирской и Челябинской областей.

#### Белгородская область
Победила «Единая Россия», набрав 66,2 % в ходе голосования по партийным спискам. Ввиду того, что во всех 17 одномандатных округах Белгородской выиграли представители этой партии, количество мест, полученных ЕР в Белгородской области, составило 29 из 35. Второй результат показала КПРФ, набрав в ходе выборов по партийным спискам 17,68 % голосов. В итоге коммунисты получили три места в региональном парламенте. За ЛДПР проголосовало 7,25 % избирателей, что дало партии два депутатских мандата в областной Думе. «Справедливая России» набрала 5,13 % и, согласно новой введённой норме в Избирательном кодексе, она получила один мандат.

#### Костромская область
На выборах в Костромскую областную Думу пятого созыва по партийным спискам. с результатом 50,02 % победила «Единая Россия». С учетом того, что кандидаты от этой партии выиграли в 16 одномандатных округах из 18, в общей сложности она получила 26 депутатских мандатов из 36. За КПРФ проголосовали 19,57 % избирателей, это гарантировало ей 4 места в региональном парламенте. Список ЛДПР получил 14,5 % и 2 депутатских мандата в областной Думе. За «Справедливую Россию» проголосовало 12,64 % избирателей. Также эта партия одержала победу в одном избирательном округе. В совокупности это принесло «Справедливой России» три мандата в Костромской областной Думе пятого созыва. Одно место в региональном парламенте получил депутат-самовыдвиженец.

#### Магаданская область
На выборах в Магаданскую областную Думу V созыва, набрав 50,14 % голосов, победила «Единая Россия». Кандидаты от партии также выиграли во всех 10 одномандатных избирательных округах. В результате «Единая Россия» заняла 17 мест в областной Думе. КПРФ, набрав 15,93 % голосов избирателей, получила два представительства в региональном парламенте. По одному креслу в Магаданской областной Думе V созыва получили ЛДПР и «Справедливая Россия», набравшие 13,64 % и 11,15 % голосов соотвественно. Участвовавшие в выборах «Патриоты России» и «Правое дело» не смогли набрать более 7 % и мест парламенте не получили.

#### Республика Тыва
На выборах депутатов Верховного Хурала (парламента) Республики Тыва первого созыва, получив 77,41 % голосов избирателей, победила «Единая Россия». Кандидаты от этой партии выиграли выборы во всех 16 одномандатных избирательных округах региона. Это позволило получить «Единой России» 30 мест в Верховном Хурале (парламенте) Республики Тыва первого созыва из 32. Также в региональный парламент прошли два депутата от «Справедливой России», показавшей в ходе выборов по партийным спискам результат 10,22 %. КПРФ, набравшая 4,45 %, ЛДПР, получившая 3,44 %, а также «Патриоты России» с показателем 0,97 % голосов избирателей, в республиканский парламент не прошли.

#### Челябинская область
Победила «Единая Россия», завоевав 55,73 % голосов по партийному списку. С учетом побед одномандатников во всех 30 округах Челябинской области, партия получила 49 мест в местном парламенте из 60 (82 %). За «Справедливую Россию» по партийным спискам проголосовало 14,61 % избирателей, что дало ей 4 места в Законодательном собрании; КПРФ — 11,81 %, также 4 места; ЛДПР — 9,16 %, 3 места. Партии «Яблоко», «Патриоты России», «Правое дело», набравшие 2,53 %, 1,52 % и 1,2 %, соотвественно, мест в парламенте Челябинской области V созыва не получили.